# Notidanus
A Notidanus a porcos halak (Chondrichthyes) osztályának szürkecápa-alakúak (Hexanchiformes) rendjébe, ezen belül a fosszilis Crassonotidae családjába tartozó nem.

## Rendszerezés
A nembe az alábbi 4 fosszilis faj tartozik:
- Notidanus amalthei Oppel, 1854
- Notidanus atrox Ameghino, 1899
- Notidanus intermedius Wagner, 1862
- Notidanus nikitini Chabakov & Zonov, 1935

## Fordítás
- Ez a szócikk részben vagy egészben  a   Crassonotidae című angol Wikipédia-szócikk ezen változatának fordításán alapul.  Az eredeti cikk szerkesztőit annak laptörténete sorolja fel. Ez a jelzés csupán a megfogalmazás eredetét és a szerzői jogokat jelzi, nem szolgál a cikkben szereplő információk forrásmegjelöléseként.